# 上村千一郎
上村千一郎（日语：上村千一郎，1912年1月17日—1991年3月20日），為日本男政治家、律師，曾任愛知縣第5區眾議院議員及第十代環境廳長官（現環境大臣）。

## 簡歷
1912年，上村千一郎出生於愛知縣渥美郡福江町（現改為田原市福江町），於12歲時父親逝世。於愛知縣成章中學校（現愛知縣立成章高等學校）畢業，其後升讀早稻田大學法學部，其中他有學習憲法，大學畢業後於豐橋市開設律師行。於第二次世界大戰後，曾出任愛知大學教授。
當時上村在時任參議院議員、親屬杉浦武雄推薦下，於1960年11月參選第29回眾議院議員總選舉舊愛知縣第5區，最後成功當選，屬於自由民主黨其中的中曾根派。接著又先後就任總理府總務副長官以及大蔵政務次官。
1978年初次入閣（第一次大平內閣），出任環境廳長官。1986年，第十次出任愛知縣第5區眾議院議員，一年後出任裁判官彈劾裁判所裁判長。1986年獲勳為勲一等旭日大綬章。1989年8月16日，上村宣佈因年紀太大而正式退出政界，1990年不再參選眾議院議員。愛好為圍棋，但只有初段。

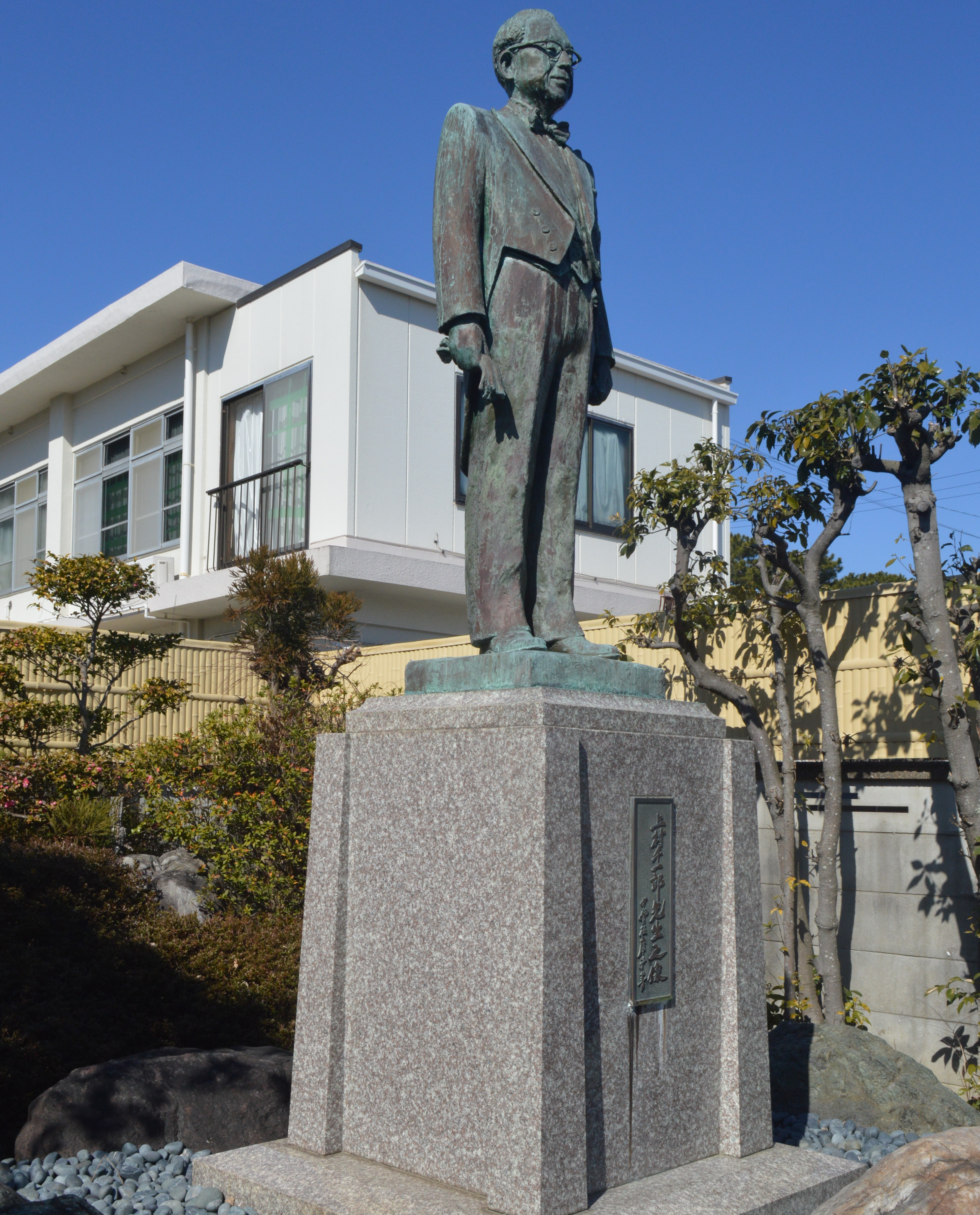
上村千一郎的銅像

1991年3月19日於豐橋市八町通，上村正在走過行人穿越道，不料被税務署員駕駛的車迎面撞來，身受重傷，最後於3月20日凌晨零點與世長辭，終年七十九歲。死後，有人在豐橋市八町通建造了一個他的銅像，以作紀念。